# Camille Aumont Carnel
Pour les articles homonymes, voir Aumont et Carnel.
Camille Aumont Carnel est une militante féministe, autrice, entrepreneuse, blogueuse, influenceuse,  née en 1996 au Niger et adoptée par un couple franco-libanais, francophone, impliquée en faveur de l'éducation féministe, affective et sexuelle des adolescents et adolescentes notamment, et chroniqueuse pour le magazine de la santé Allô Docteurs sur France 5.

## Biographie
Née au Niger le 6 décembre 1996, Camille Aumont Carnel (qui était placée jusque là dans un orphelinat à Niamey) est accueillie par une famille adoptive. Après une enfance partagée entre le Niger, l'Espagne et Madagascar, où elle passe un bac littéraire au lycée français d'Antananarivo, elle arrive en France à l'âge de 17 ans. Passionnée par la cuisine, elle étudie, de 2014 à 2018, à l'école de gastronomie Ferrandi Paris et y obtient un diplôme de cuisine.
Une fois le diplôme obtenu, elle travaille pendant 4 ans dans différents restaurants, notamment l'Arpège d'Alain Passard, le Chiberta de Guy Savoy, le bistrot Pottoka de Sébastien Gravé et Louise Jacob, mais aussi le Lameloise à Chagny en Bourgogne.

## Travail sur Instagram
À la suite des propos qu'elle entend sur la sexualité au détour d'une conversation, Camille Aumont Carnel décide de créer, en octobre 2018, le compte Instagram @jemenbatsleclito qui a pour but d'aborder des sujets sur la sexualité parfois considérés comme "tabous"  mais également d'inviter à l'acceptation de son corps. Très vite et grâce à sa spontanéité, le compte approche les 700 000 abonnés. Elle poursuit son travail avec le compte @lafaqdecamille consacré cette fois à l’éducation sexuelle pour les adolescents de 14 à 18 ans.
Son engagement ne s'arrête pas là et se poursuit sur un autre compte Instagram, @jedisnonchef, consacré aux comportements sexistes et aux violences sexuelles en cuisine ,,.
Son travail se prolonge par la publication d’ouvrages sur ces mêmes sujets : Ado sexo et Je m'en bats le clito !,.
En octobre 2021, Camille devient ambassadrice pour la collection de culottes menstruelles de la marque Etam.

## Publications
- #ADOSEXO, Paris, éditions Albin Michel, 2022, 303 p.
- Je m'en bats le clito ! (préf. Noémie de Lattre), Paris, éditions Kiwi, coll. « Les conquérantes », 2019, 255 p. (ISBN 978-2-3788-3061-8)
- Les mots du Q. Manifeste joyeux des sexualités, Paris, éditions Le Robert, coll. « Dire c'est agir », 2023, 400 p.  (ISBN 978-2-32101-735-6)